# Simon Halaski
Simon Halaski (* 5. November 2003) ist ein deutscher Synchronsprecher. 

## Leben
Als Synchronsprecher sprach Halaski unter anderem Casey Simpson in der Serie Nicky, Ricky, Dicky & Dawn in der Rolle des Ricky Harper. Außerdem lieh er Joshua Rush in der Serie Story of Andi in der Rolle des Cyrus Goodman seine Stimme.

## Synchronrollen (Auswahl)

### Filme
- 2014: Joshua Rush in Die Abenteuer von Mr. Peabody & Sherman als Carl
- 2015: Maxwell Simkins in Alle Jahre wieder – Weihnachten mit den Coopers als Bo
- 2015: Pio Amato in Mediterranea als Pio
- 2016: Finn Ireland in Der junge Messias als Jakobus

### Serien
- 2012–2014: Jackson Brundage in See Dad Run als Joe Hobbs (1. Stimme)
- 2014–2019: Jadon Sand in The Affair als Trevor Solloway
- 2014–2015: Louis Tomeo in Emma, einfach magisch! als Robert 'Rob' Miller
- 2014–2018: Casey Simpson in Nicky, Ricky, Dicky & Dawn als Ricky Harper
- 2015: Timothy Colombos in Magie Akademie als Ethan Prescott
- 2017–2019: Joshua Rush in Story of Andi als Cyrus Goodman

### Hörspiele
- 2018: Die Abenteuer von Moppel und Mücke als Birk